# Alexander Kartveli
Alexander Kartveli (géorgien : ალექსანდრე ქართველიშვილი) était un ingénieur aéronautique célèbre et influent, et un des pionniers de l'histoire de l'aviation américaine, né le 9 septembre 1896 et mort le 20 juin 1974.
Il a réalisé des percées importantes dans l'aviation militaire au début des avions de chasse à turboréacteurs. Il est considéré comme l'un des créateurs les plus importants de ces avions et l'un des plus novateurs dans l'histoire américaine.

## Biographie

### Enfance en Géorgie
Alexander Kartveli né  est né à Tbilissi en Géorgie, alors partie de l'Empire russe, dans une famille noble géorgienne. Son nom de naissance est Kartvelishvili. Il est diplômé du lycée en 1914. Plus tard, il décide de s'installer à l'étranger, comme d'autres élèves aspirants ingénieurs aéronautiques d'origine géorgienne, tel que Mikheil Grigorachvili (1888-1953), dit Michael Gregor (en).

### Études et début de carrière en France
Il intègre l’École supérieure d’aéronautique et de constructions mécaniques de Paris et en sort diplômé en 1922. Il commence sa carrière professionnelle comme pilote d'essai, mais il est grièvement blessé lors d’un accident et met fin à cette activité.
Jusqu’en 1927, il œuvre comme ingénieur pour la société Louis Blériot et la Société Industrielle des Métaux et du Bois (SIMB, parfois nommée « Ferbois »), renommée en 1927 Société des Avions Bernard. L’un des avions qu’il a dessinés, le Bernard SIMB V-2, bat le record du monde de vitesse le 11 novembre 1924 aux mains de Florentin Bonnet.
En 1927, il rencontre le milliardaire américain Charles Levine, concurrent de Charles Lindbergh pour la traversée de l’Atlantique et se fait embaucher à New York chez Atlantic Aircraft Corporation,.

### Seversky Corporation

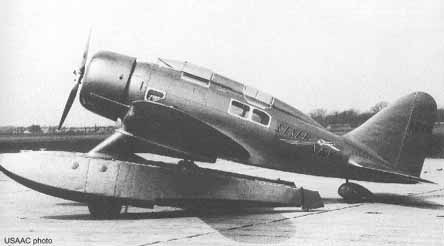
Un Seversky SEV-3.

En 1931, l'ingénieur Alexander P. de Seversky, lui aussi né en Géorgie mais d'origine russe et vétéran de la Première Guerre mondiale, l'embauche comme ingénieur en chef dans sa petite entreprise qui sera renommée la Seversky Aircraft Corporation,. 
Il s'empresse de concevoir un certain nombre d'avions très avancés, dont le SEV-1XP, qui surpasse le Curtiss P-36 Hawk lors d'une compétition de l'Army Air Corps en 1936, et qui constitue une étape nécessaire dans le développement de tous les avions en métal,. Connu sous la désignation militaire Seversky P-35, il a été le premier avion de chasse moderne de l'armée américaine, intégrant un fuselage métallique, une implantation basse des ailes, un train d'atterrissage rétractable et un moteur en étoile. Un concept différent appelé Seversky SEV-3, un hydravion muni de roues rétractables, échoue à remporter une grande commande, mais la Seversky Corporation aura plus de succès à la vente avec un avion d'entraînement, le Seversky BT-8,.

### Republic Aviation Company
En 1939, Alexander P. de Seversky est écarté de la direction de son entreprise et la Republic Aviation Company est créée.
Après le succès commercial très modeste du P-35 et de son successeur, le Republic P-43 Lancer, Alexandre Kartveli voit ses premiers prototypes XP-44 et XP-47 refusés par l’armée de l’air américaine, mais son prototype suivant, à aile innovante, est retenu : il donne naissance au Republic P-47 Thunderbolt,, unique chasseur lourd monomoteur à servir pendant la Seconde Guerre mondiale, un des meilleurs chasseurs en combat aérien malgré sa taille, craint par la Luftwaffe et construit à 15 000 exemplaires.
À la fin de la guerre, il conçoit un élégant appareil de reconnaissance photographique appelé le XF-12 Rainbow,, initialement prévu comme avion de transport quadrimoteur d'après-guerre ; l'US Air Force annule sa commande, et seulement deux prototypes sont construits.
Il conçoit ensuite le Republic F-84 Thunderjet,, et le Republic F-84F Thunderstreak, équipés de turboréacteurs et produits à 10 000 exemplaires.
Puis, il dirige l'équipe chargée du développement du Republic F-105 Thunderchief,,, un chasseur-bombardier supersonique (Mach 2).
Durant les années 1960, il est fortement impliqué dans le projet de l'US Air Force appelé Aerospaceplane, dont le but est de concevoir et de construire un véhicule logistique orbital, une décennie avant que la NASA ait tenté un concept similaire - la navette spatiale,. Le XF-103, un appareil radical propulsé par un statoréacteur, constitue l'un de ses projets mort-nés, victime de l'incapacité de produire un moteur suffisamment puissant pour propulser un intercepteur à Mach 3.
Il participe enfin au projet A-10 Thunderbolt qui donne naissance à un avion d’appui aux forces terrestres et capable d’attaquer les chars d’assaut et les véhicules blindés.
Alexander Kartveli est décédé en 1974 à New York.

## Liste des aéronefs que Kartveli a conçu ou aidé à concevoir

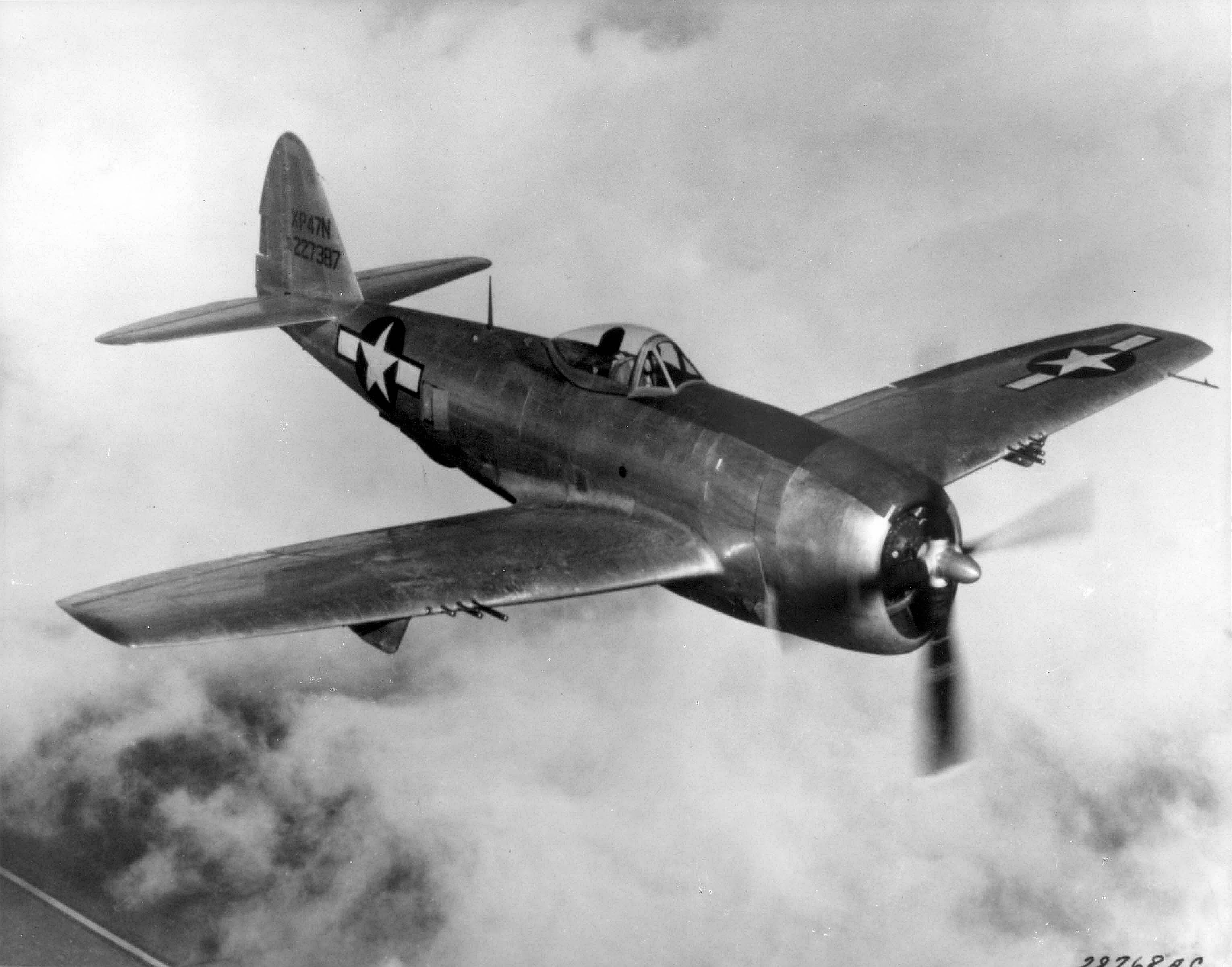
Republic P-47N Thunderbolt.

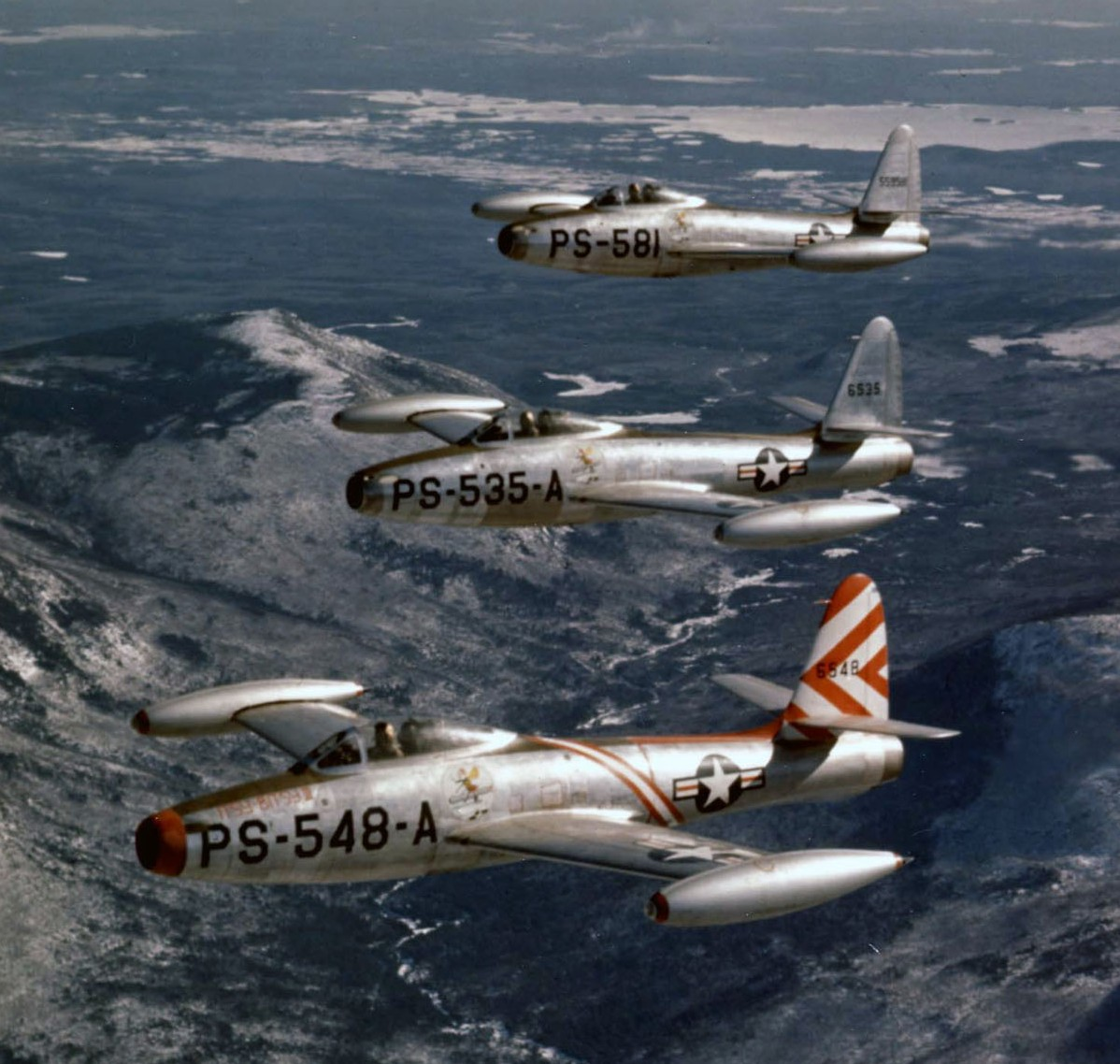
Republic F-84 Thunderjet.

- Bernard 191 GR
- Bernard SIMB V-2
- Seversky P-35
- Seversky SEV-3 (en)
- Republic P-47 Thunderbolt
- Republic XF-12 Rainbow
- Republic F-84 Thunderjet
  - F-84G
  - XP-84
  - XP-84A
  - YP-84ARepublic F-84 Thunderjet.

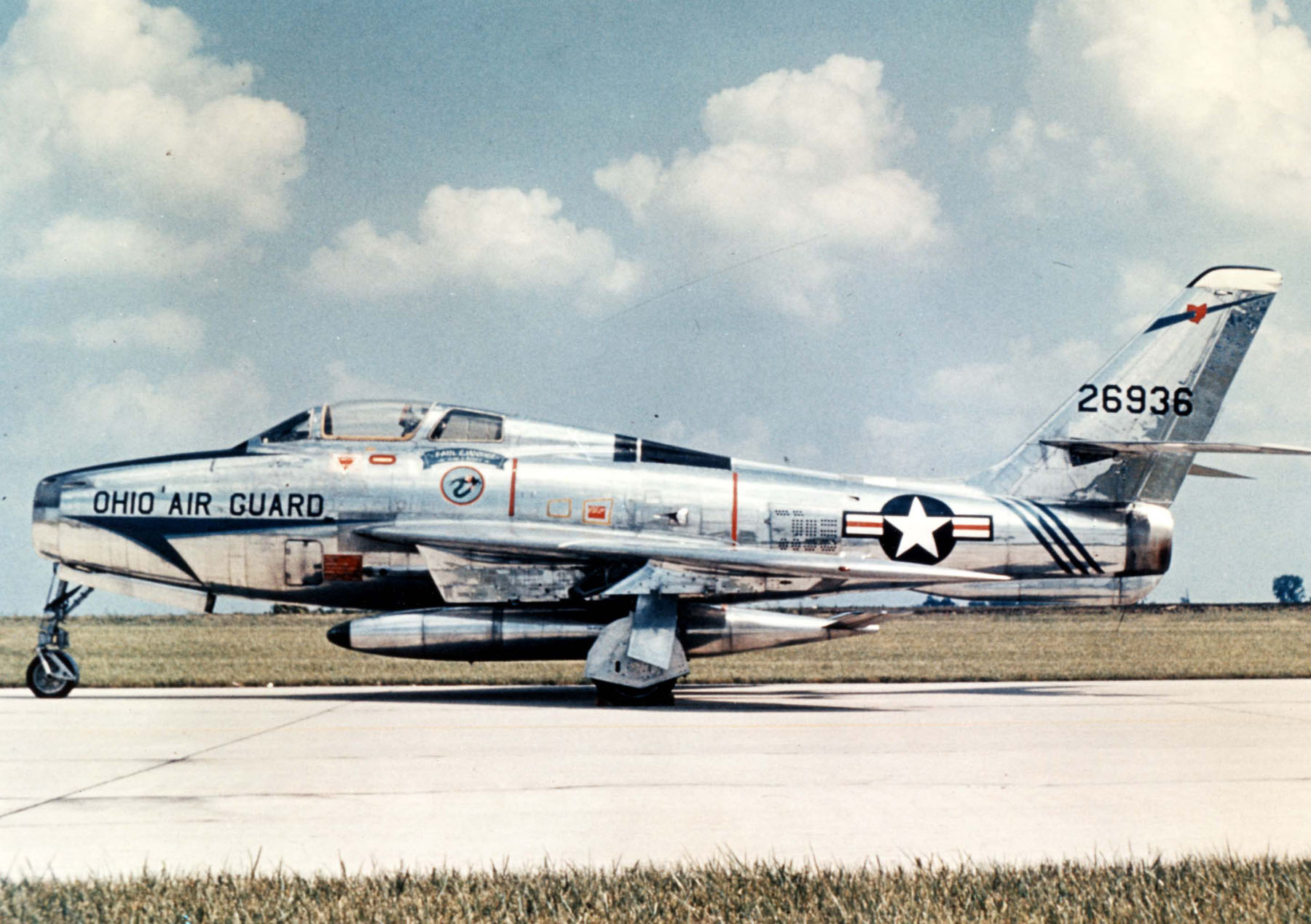
Republic F-84F Thunderstreak.

  - F-84B
  - EF-84B
  - F-84C
  - F-84D
  - F-84E
  - EF-84E
  - F-84G
  - F-84KX
- Republic F-84F Thunderstreak
  - YF-84F
  - RF-84FRepublic F-84F Thunderstreak.
  - RF-84K
  - YF-84J
- Republic F-105 Thunderchief
- Rockwell X-30
- Republic XF-103
- Republic RC-3 Seabee
- Republic P-43 Lancer
- Republic XF-84H
- Gloster Javelin

## À propos de sa carrière
Alexandre Kartveli a contribué de manière significative à la science du vol aérien et à la préparation de l'armée américaine, il a été impliqué dans la conception et la conduite de nombreux projets. De par ses origines, la présence de parents au-delà du rideau de fer, les tensions liées à la guerre froide entre les États-Unis et l’URSS, et le domaine d’activité militaire dans lequel il œuvrait, sa vie et sa carrière furent l’objet d’une surveillance particulière de la part des autorités américaines et de tentatives de renseignement de la part des autorités soviétiques : ses innovations techniques n’eurent pas le même retentissement que celles d’autres pionniers américains de l’aviation.
« Il est possible avec l'avancement raisonnable de nos connaissances d'aller au-delà de la Lune pour Vénus et Mars, à condition que nous conservions l'enthousiasme, de l'entreprise et de l'audace »  Alexander Kartveli, Burlington Daily Times News, 26 mars 1958.

### Sources
- (en) Cet article est partiellement ou en totalité issu de l’article de Wikipédia en anglais intitulé « Alexander Kartveli » (voir la liste des auteurs).
- « Alexander Kartveli », Le Fana de l'Aviation, vol. Hors-série, no 61,‎ 1er trimestre 2018, p. 19.
- Bernard Marck, Dictionnaire universel de l'aviation, Tallandier, 2005, 1129 p. (ISBN 2-84734-060-2), p. 556.